# Arthur John Palliser
Arthur John Palliser (ur. 2 marca 1890, zm. 5 listopada 1918) – as lotnictwa australijskiego Royal Australian Air Force z 7 potwierdzonymi  zwycięstwami w I wojnie światowej.
We wrześniu 1916 roku został przyjęty do  Armii Australijskiej do Australian Army Service Corps. Po ukończeniu kursu pilotażu i otrzymaniu licencji pilota został przydzielony do No. 4 Squadron RAAF.
Pierwsze zwycięstwo powietrzne odniósł 16 września 1918 roku w okolicach Frelinghien na samolocie Sopwith Camel o numerze seryjnym (F1403). 28 października odniósł podwójne zwycięstwo nad samolotami Fokker D.VII w okolicach Ath. następnego dnia zestrzelił lub uszkodził kolejne 3 samoloty  Fokker w okolicach Tournai.
5 listopada w czasie grupowej walki z pilotami z Jasta 2 samolot Arthura Johna Pallisera został zestrzelony, a pilot zginął. Został pochowany w na cmentarzu Frasnes-lez-Anvaing, Hainaut w Belgii.